# Kareem Streete-Thompson
Kareem Streete-Thompson (Islas Caimán, 30 de marzo de 1973) es un atleta caimanés retirado especializado en la prueba de salto de longitud, en la que consiguió ser subcampeón mundial en pista cubierta en 2001.

## Carrera deportiva
En el Campeonato Mundial de Atletismo en Pista Cubierta de 2001 ganó la medalla de plata en el salto de longitud, con un salto de 8.16 metros que fue récord nacional, tras el cubano Iván Pedroso (oro con 8.43 metros) y por delante del portugués Carlos Calado (bronce con 8.13 metros).